# Myrsini
Myrsini (en griego, Μυρσίνη) es un pueblo de Grecia ubicado en la isla de Creta. Pertenece a la unidad periférica de Lasithi y al municipio y a la unidad municipal de Sitía. En el año 2011 contaba con una población de 147 habitantes.

## Arqueología

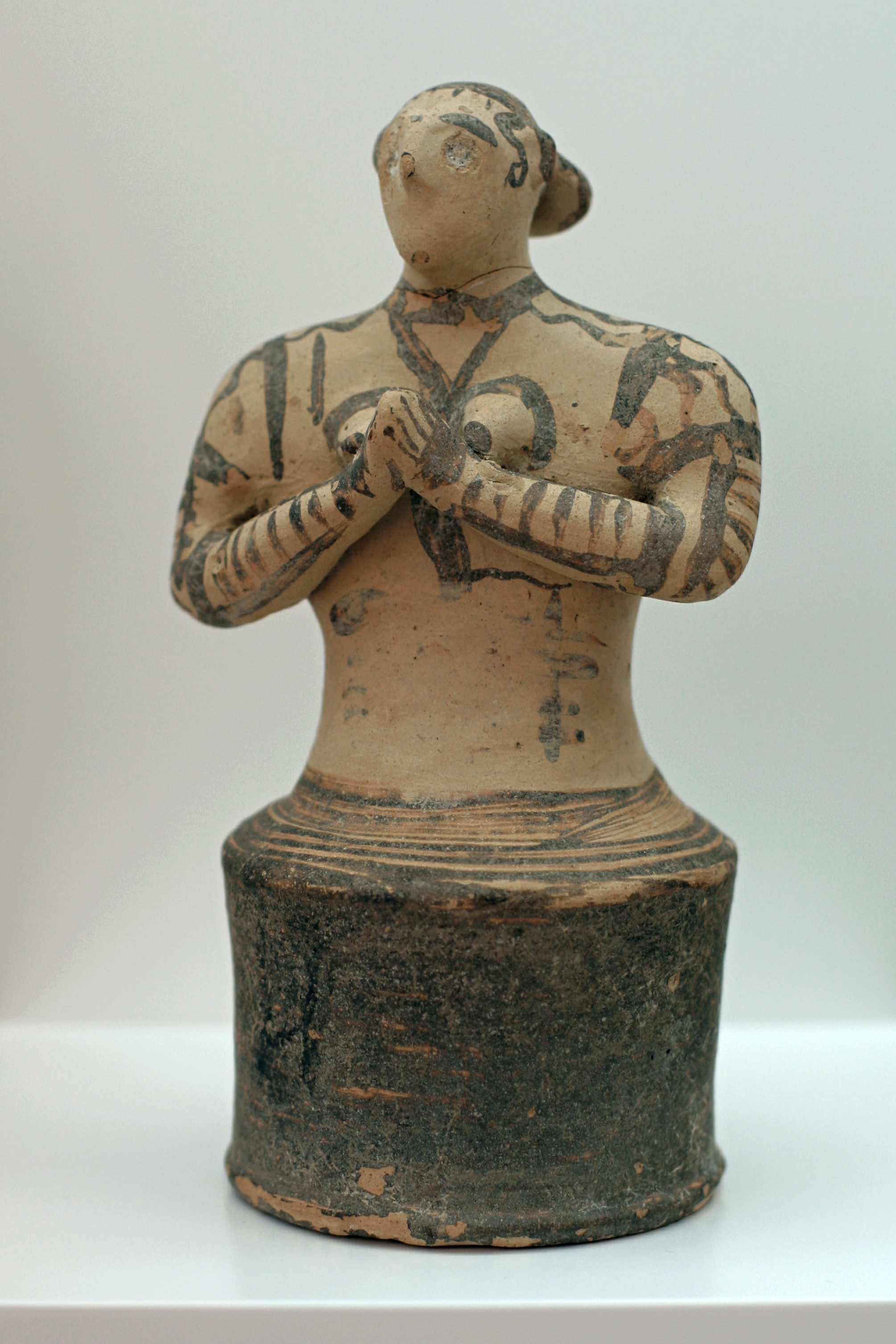
Figurilla de terracota minoica hallada en Myrsini.

En el área de Myrsini se han hallado diversos restos arqueológicos del período minoico. Esta área está próxima a la isla de Mojlos, donde también se han encontrado importantes restos pertenecientes a esta civilización. 

### Galana Jarakia
En Galana Jarakia fue hallada una tumba abovedada perteneciente al periodo comprendido entre el minoico antiguo III y minoico medio I (entre 2300-1900 a. C.) que contenía más de 60 enterramientos en jarras funerarias, sarcófagos, pozos o depositados en el suelo del túmulo. Los hallazgos incluyen jarras y recipientes diversos, así como otros objetos de arcilla y piedra. Esta tumba fue excavada por Nikolaos Platón hacia 1960, junto a Yannis Sakellarakis y Efi Sapouna.

### Aspropilia
En la colina de Aspropilia, se han encontrado los restos de una necrópolis minoica que consta de 12 tumbas que pertenecen al periodo minoico reciente III. Se ha averiguado que fueron siendo reutilizadas durante un periodo de tiempo que abarca desde el minoico reciente IIIA1 hasta el minoico reciente IIIC. La cerámica predominante pertenece al periodo minoico reciente IIIB. Por otra parte, se da la circunstancia de que el periodo de mayor uso de esta necrópolis coincide aproximadamente con la disminución de restos del cementerio del cercano yacimiento de Mojlos pero se ignora la ubicación del asentamiento de donde procedían los restos enterrados aquí. Podrían pertenecer a un asentamiento del que se han hallado restos de algunas casas ubicado en Lenika-Kastellos, de los periodos minoico antiguo III y protogeométrico, pero no es seguro. 
Las tumbas habían sido saqueadas o destruidas por trabajos mecánicos por lo que la mala conservación de algunas de ellas ha dificultado conocer el número de sepulturas. Algunas eran tumbas de cámara y otras cavidades simples cavadas en la roca. Además, se dan conjuntamente enterramientos en lárnax y enterramientos en pithoi.
Entre los hallazgos figuran numerosas piezas de cerámica que han revelado claras similitudes con la cerámica de Mojlos; conchas, espadas, una piedra de afilar, un espejo de bronce y cuentas.
Este yacimiento fue excavado por Nikolaos Platón en 1959 y posteriormente los restos fueron estudiados por Atanasios Kandas.
Por otra parte, en el pueblo de Myrsini fue hallada de manera fortuita por un agricultor una figurilla femenina de terracota con las manos juntas sobre el pecho y vestido cilíndrico, junto a algunos recipientes. Esta figurilla se ha fechada en el minoico reciente IIIA.

### Jalinomuri
En Jalinomuri se han hallado los restos de una villa rural de seis habitaciones y tumbas pertenecientes al periodo minoico tardío. En las tumbas se hallaron además algunas armas y recipientes.  

### Palía Vardia
En la zona de Palía Vardia, Nikolaos Platón halló los restos de otro edificio minoico de 9 x 14 m.